# El Provencio
El Provencio é um município da Espanha na província de Cuenca, comunidade autónoma de Castilla-La Mancha, de área 101,15 km² com população de 2613 habitantes (2007) e densidade populacional de 26,17 hab/km².

## Demografia
| Variação demográfica do município entre 1991 e 2004 | Variação demográfica do município entre 1991 e 2004 | Variação demográfica do município entre 1991 e 2004 | Variação demográfica do município entre 1991 e 2004 |
| --------------------------------------------------- | --------------------------------------------------- | --------------------------------------------------- | --------------------------------------------------- |
| 1991                                                | 1996                                                | 2001                                                | 2004                                                |
| 2720                                                | 2626                                                | 2557                                                | 2641                                                |